# Великая Черниговка (Луганская область)
Великая Черниговка (укр. Велика Чернігівка) — село относится к Станично-Луганскому району Луганской области Украины.

## История
Слобода Больше-Черниговская являлась центром Больше-Черниговской волости Старобельского уезда Харьковской губернии Российской империи.
Население по переписи 2001 года составляло 1460 человек.
В июне 2019 года была образована Великочерниговская ОТГ в результате объединения двух сельских советов.

## Местный совет
93611, Луганська обл., Станично-Луганський р-н, с. Велика Чернігівка, вул. Робоча, 1 (укр.)